# المسيحية في تنزانيا

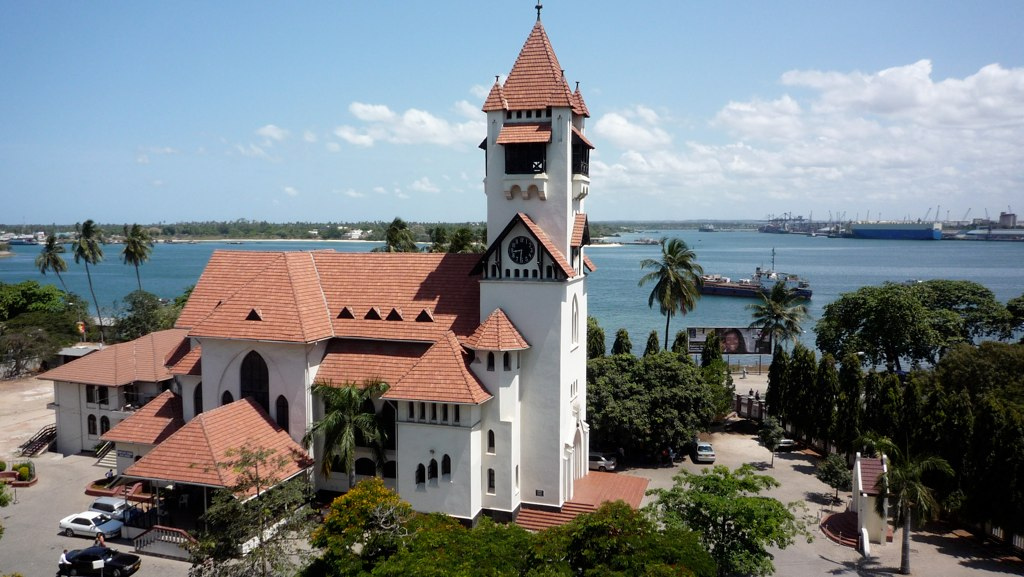
كنيسة أزانيا الجبهة اللوثرية في دار السلام.

تُشكل المسيحية في تنزانيا إحدى الديانات الأكثر إنتشاراً بين السكان، الإحصائيات الرسمية عن الدين في تنزانيا غير متوفرة لأن الحكومة لا تقوم بجمع إحصائيات حول الدين في تقارير التعداد السكاني بعد عام 1967. وقد قدر القادة الدينيون وعلماء الاجتماع في عام 2007 أن المجتمعات الإسلامية والمسيحية متساوية تقريباً في الحجم، حيث تشكل نسبة كل واحدة منهما بين 30% إلى 40% من السكان. وتتألف النسبة المتبقية من ممارسين من الأديان الأخرى والديانات الأفريقية التقليدية أو اللادينية. في حين وجدت دراسة نشر من قبل مركز بيو للأبحاث عام 2010 أنَّ حوالي 61.4% من سكان تانزانيا من أتباع الديانة المسيحية، وحوالي 35.2% من أتباع الديانة الإسلامية، وحوالي 1.8% من أتباع الديانات الأفريقية التقليديَّة، في حين أنَّ حوالي 1.4% من السكان من غير المنتسبين لأي ديانة ويُشكل الهندوس حوالي 0.1%.
يتبع معظم مسيحي تنزانيا مذهب الكنيسة الرومانية الكاثوليكية والبروتستانتية. بين البروتستانت يعود الوجود لكل من الكنيسة اللوثرية والكنيسة المورافية إلى الماضي الإستعماري الألماني للبلاد، بينما يعود حضور الكنيسة الأنجليكانية إلى الحقبة الإستعمارية البريطانية. هناك تواجد ملحوظ لأتباع مذهب الخمسينية والأدفنتست أيضاً بسبب النشاط التبشيري، وهي في نمو ملحوظ.

## تاريخ

### التاريخ المبكر

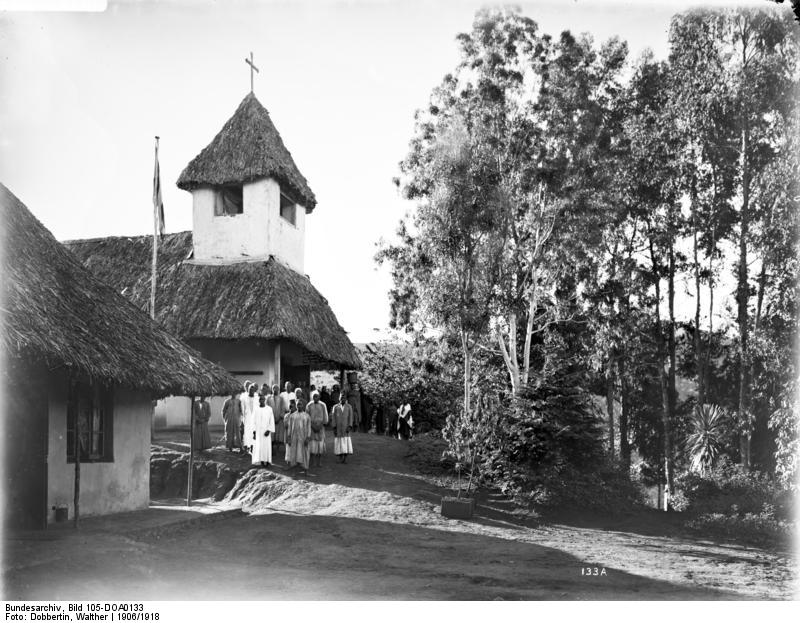
صورة تاريخية للبعثة الهولندية التبشيرية في تنجانيقا.

تتكون تنزانيا من منطقتين، منطقة البر الرئيسي في القارة الأفريقية وأرخبيل زنجبار، اللتين تم توحيدهما في الستينيات من القرن العشرين. تم تحديد منطقة تنجانيقا في البر الرئيسي لأول مرة كجزء من عملية تقسيم إفريقيا في مؤتمر برلين عام 1884. على النقيض من ذلك، يعود تاريخ زنجبار كمنطقة متميزة إلى القرن الثالث عشر، عندما كانت موطنًا لدول المدن السواحيلية. التواريخ الدقيقة لدخول الإسلام إلى شرق إفريقيا غير معروفة، لكن أول دليل مُسّجل على وجود المسلمين في المنطقة يعود إلى عام 830م، وتم إنشاء دول مدن إسلامية مهمة في زنجبار وعلى طول ساحل البر الرئيسي بحلول القرن الحادي عشر. وصلت دول المدن ذروتها في القرنين الرابع عشر والخامس عشر، وبعد ذلك تدهورت بعد الصراع مع الإمبراطورية البرتغالية في القرنين السادس عشر والسابع عشر. كانت السيطرة البرتغالية على زنجبار قصيرة المدى، حيث أُطيح بهم من قبل الإمبراطورية العمانية، والتي نقلت عاصمتها في النهاية إلى زنجبار. خلال أوائل القرن التاسع عشر، أصبحت زنجبار معقل لتجارة الرقيق، ولم تنتهي تجارة الرقيق في المنطقة حتى أوائل القرن العشرين. وصلت المسيحية إلى تنجانيقا في القرن التاسع عشر في شكل بعثات تبشيرية أوروبية مختلفة، وفي نفس الوقت تقريبًا نشر المبشرون الصوفيون الإسلام خارج مناطق الساحل. تتأثر الممارسات المسيحية والإسلامية في تنزانيا بشدة بالتوفيق بين التقاليد الدينية الأفريقية القديمة.
خلال حركة الاستقلال، لعب كل من المسيحيين والمسلمين أدواراً مهمة في الاتحاد الوطني الأفريقي لتنجانيقا. لكن بعد الاستقلال، تغير الخطاب وصُورت المجتمعات المسيحية والمسلمة أحياناً على أنها متناقضة سياسياً. المسيحيون في تنزانيا، يختنون ذكورهم في الغالب كالمسلمين رغم أن شريعة الختان قد أسقطت في العهد الجديد أي أن مختلف الكنائس لا تلزم أتباعها بها.

### الاستقلال المبكر وثورة زنجبار (1961-1964)

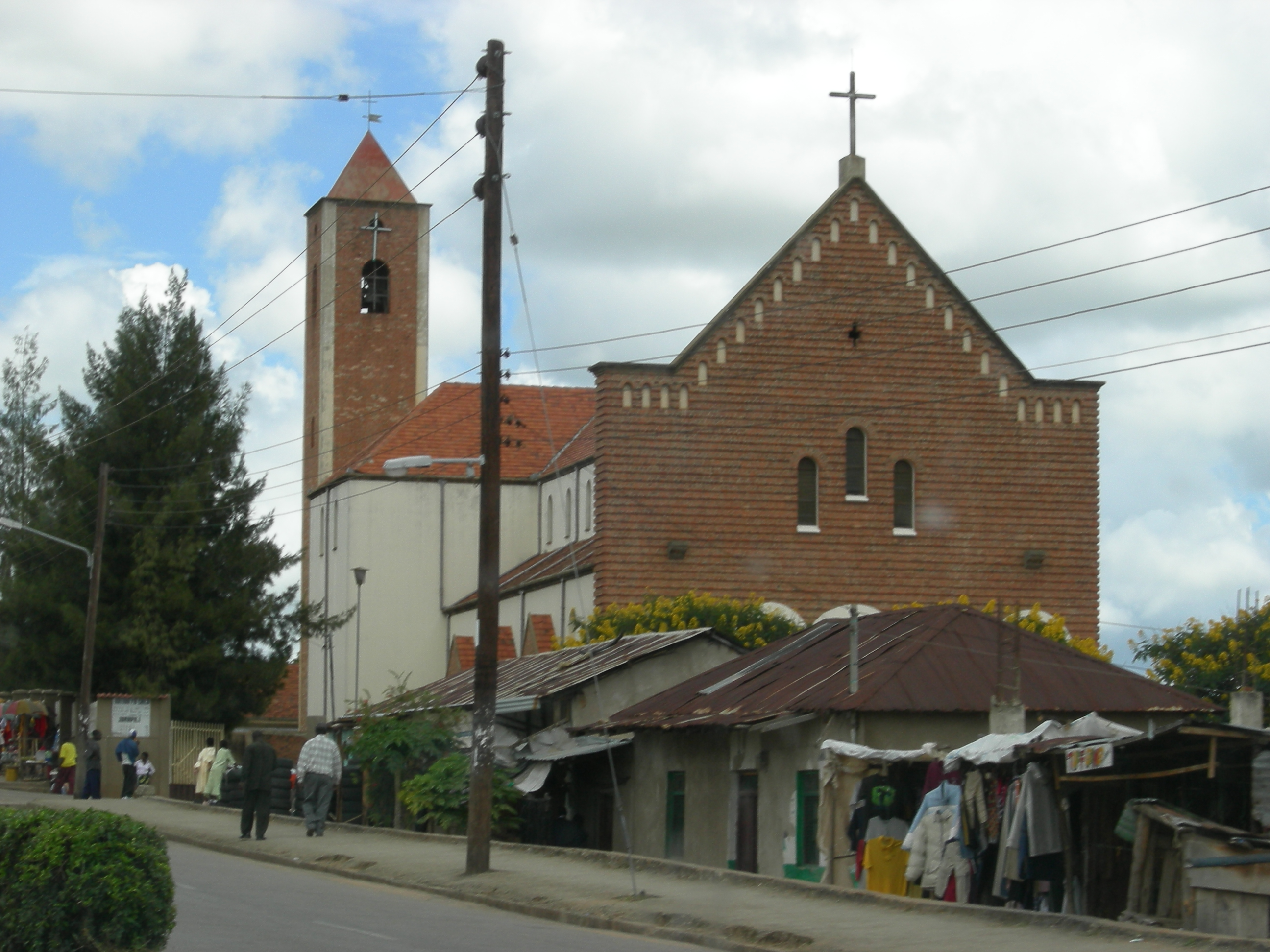
كنيسة في إيرينغا.

في عام 1961 انتهى الحكم البريطاني على تنجانيقا، وأصبح جوليوس نيريري أول رئيس للبلاد في عام 1962، بينما استمرت زنجبار في كونها محمية بريطانية تحكمها أسرة ملكية عربية. في عام 1964، تمت الإطاحة بسلطنة زنجبار عقب ثورة زنجبار. ترافقت الثورة مع مستويات شديدة من العنف من قبل الثوار الأفارقة ضد العرب والجنوب آسيويين، الذين كانوا في الغالب مسلمين أو هندوس وكانوا محسوبين على الطبقة الحاكمة في سلطنة زنجبار. تم التنازع على إرث هذا الحدث، حيث ترى أجزاء من المجتمع الزنجباري أنَّ العنف المتطرف والموجه ضد العرب والهنود هو انتقام من الاضطهاد الذي عانوا منه من قبل السلطنة والعرب، والذين لعبوا دوراً في تجارة الرقيق الكبيرة في المنطقة. كانت القوى التي نفذت أعمال العنف بقيادة جون أوكيلو، وهو مسيحي يعتقد أن من واجبه تحرير زنجبار من «العرب المُسلمين»، على الرغم من أن السكان الأفارقة في زنجبار وحزب أفروشيرازي كانوا في الغالب من المسلمين. أدَّت تصرفات أوكيلو ومعتقداته المسيحية المتشددة إلى نفور أعضاء حزب أفروشيرازي منه، وسرعان ما تم تهميشه وتجريده من رتبته وترحيله في النهاية. وكان أوكيلو يُشير إلى أنه مسيحي وشعاره «يمكن تعلم كل شيء من الكتاب المقدس».
بعد ثورة زنجبار، اندمجت زنجبار مع تنجانيقا لتشكيل ما عرف لاحقاً بتنزانيا، وأنتخب جوليوس نيريري كرئيس لها. فضلَّت النخبة الحاكمة في البر الرئيسي، والتي كانت متنوعة دينياً، الحكم العلماني، بينما حافظت زنجبار على درجة من الحكم الذاتي وطبقت سياسة دولة شبه علمانية. بينما لم يكن الإسلام دينًا رسميًا للدولة، فقد تم منحه وضعًا وامتيازات خاصة.

### التوحيد والأجماع

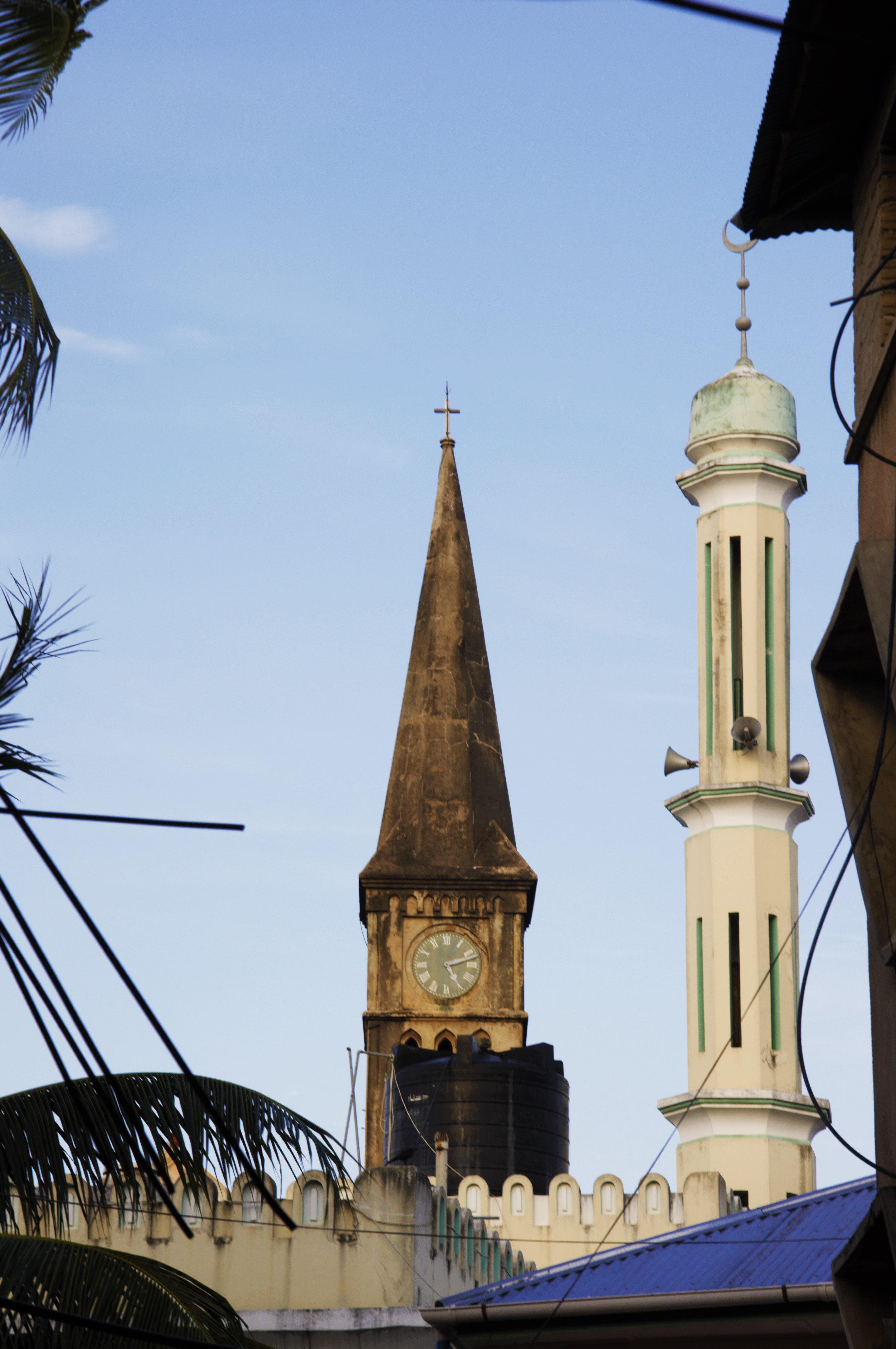
مسجد يُجاور كنيسة أنجليكانية في مدينة زنجبار الحجرية.

في عام 1967 انحرفت تنزانيا أكثر نحو اليسار سياسياً، وبدأت في الترويج لأيدولوجية آوجاما، وهي أيديولوجية اشتراكية ركزت على الحرية والمساواة والوحدة باعتبارها مبادئها المركزية. كما تبنت الدولة دستورًا تضمن فقرات شديدة الصياغة ضد التمييز، بما في ذلك التمييز الديني. تنسب هيومن رايتس ووتش الفضل إلى آوجاما باعتبارها نموذجًا فعالًا للوحدة الوطنية، وتُساهم في الاستقرار النسبي والتناغم الاجتماعي في البلاد، مع التحذير من أن التركيز على الوحدة جعل من الصعب في بعض الأحيان التحقيق في انتهاكات حقوق الإنسان. تنزانيا هي الدولة الوحيدة في شرق أفريقيا التي لم تشهد دورات مستمرة من العنف العرقي أو الديني أو السياسي منذ استقلالها عن الحكم الاستعماري.
بعد تقاعد جوليوس نيريري من السياسة بعد ولايته الأخيرة في عام 1985، تخلت حكومة تنزانيا إلى حد كبير عن آوجاما كأيديولوجيتها الرسميَّة، على الرغم من أن دستور عام 1977 لا يزال ساري المفعول اعتبارًا من عام 2019. منذ نهاية فترة آوجاما، ازداد الخلاف بين المسلمين والحكومة، وبدرجة أقل بين المسلمين والمسيحيين. في عام 1993 وعام 1998، تصاعدت التوترات إلى مستوى صراع عنيف بين المسلمين وقوات أمن الدولة، حيث نتج عن الحادثتين العديد من الوفيات. عزا الأكاديميون هذا التراجع في التناغم الديني إلى انهيار مفهوم آوجاما بمعنى كل من مُثُل الوحدة الوطنية وسياسات الرفاهية الاجتماعية، وتأثير تزايد التشدد الديني على مستوى العالم في نهاية القرن العشرين وبداية القرن العشرين، وتأثير حركات الإحياء الديني داخل تنزانيا. في حين أن العنف الديني نادر الحدوث، إلا أنه في عام 2017، كانت هناك ثلاث حالات تخريب وتدمير للممتلكات، بما في ذلك إحراق المباني الدينية ورجال دين.
تعترف كل من حكومة تنزانيا وحكومة زنجبار شبه المستقلة بالحرية الدينية كمبدأ وتبذلان جهودًا لحمايتها؛ وتُعيّن حكومة زنجبار المسؤولين الدينيين المسلمين في زنجبار. القانون الأساسي في تنزانيا وزنجبار علماني، لكن لدى المسلمين خيار استخدام المحاكم الدينية في القضايا المتعلقة بالأسرة. حدثت حالات فردية من العنف الديني ضد المسيحيين والمسلمين؛ وبحسب مسح لمركز بيو للأبحاث نُشر عام 2013 يقول 23% من المسلمين التنزانيين إن جميع المسلمين في بلدهم، أو الكثير منهم، معادون للمسيحيين، وفقاً لمسح أجراه مركز بيو للأبحاث حول مسلمي العالم. ونحو 28% من تم استطلاع آرائهم من المسلمين في تنزانيا يقولون إن كل أو معظم أو كثير من المسيحيين معادون للمسلمين. وبحسب مركز بيو للأبحاث حوالي 37% من المسلمين التنزانيين يقولون إنهم يعرفون بعضًا أو كثيرًا عن المعتقدات المسيحية، ويقول حوالي 37% من المسلمين التنزانيين أنَّ المسيحية تختلف كثيراً عن الإسلام، بالمقارنة مع 59% منهم يقولون أنَّ للمسيحية الكثير من القواسم المشتركة مع الإسلام. وقال 43% المسلمين التنزانيين أنهم يشاركون في اجتماعات دينيَّة منظمة مع المسيحيين.

## ديموغرافيا

### التعداد

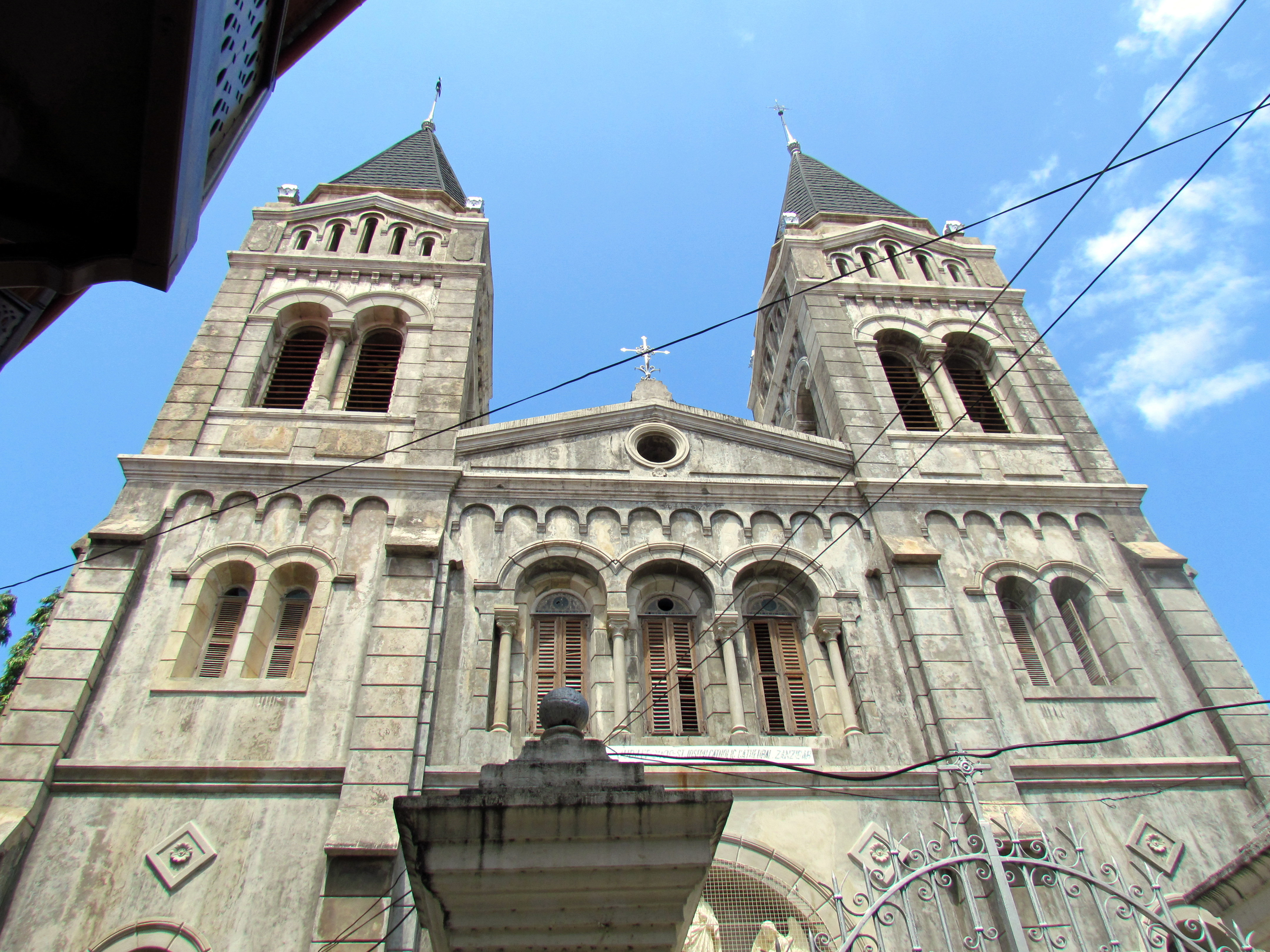
كاتدرائية القديس يوسف الكاثوليكية في زنجبار.

خلال الحقبة الإستعمارية كانت شرق أفريقيا الألماني المستعمرة الأكثر اكتظاظاً بالسكان في الإمبراطورية الألمانية، وكان هناك أكثر من 7.5 مليون من السكان المحليين، كان حوالي 30% منهم من المسلمين والباقي كانوا ينتمون إلى معتقدات دينيَّة قبليًّة مختلفة أو مسيحيون، إلى جانب حوالي 10,000 أوروبي، كانوا يقيمون بشكل أساسي في المواقع الساحلية والمساكن الرسمية.
الإحصاءات الحالية لا تشمل الدين عند تعدادها للسكان، حيث حظرت الحكومة ذلك منذ سنة 1967. الزعماء الدينيون وعلماء الاجتماع يقدرون أن المسيحيين والمسلمين متساوون تقريباً في العدد، حيث تشكل نسبة كل واحدة منهما بين 30 إلى 40 في المئة من السكان والباقي يتألف من أتباع الديانات الأخرى. لكن أشارت دراسة مكتب الولايات المتحدة الأمريكية للديمقراطية وحقوق الإنسان والعمل لعام 2009 إلى أن 62% من سكان تانزانيا هم مسيحيون، وحوالي 35% هم مسلمون، وحوالي 3% هم أعضاء جماعات دينية أخرى. في حين وجدت احصائيات كتاب حقائق العالم أن 30% من السكان هم من المسيحيين مقابل 35% من السكان هم مسلمين وحوالي 35% معتنقي المعتقدات المحلية القبليّة. أمّا في زنجبار وهي مجموعة جزر واقعة بالمحيط الهندي تابعة لتانزانيا في شرق أفريقيا فنسبة السكّان المسيحيين فيها حوالي 1% وتُقدر أعدادهم بحوالي 22,000 نسمة، وتضم مدينة زنجبار على عدد من الكنائس ذات القيمة التاريخية والثقافية، أبرزها كنيسة المسيح الأنجليكانية في مدينة زنجبار الحجرية، وهي معلم تراثي ووطني بارز. ويتبع المجتمع الكاثوليكي في زنجبار إدارياً أبرشية زنجبار الرومانية الكاثوليكية التي تأسست عام 1980، في حين يتبع المجتمع الأنجليكاني إدارياً أبرشية زنجبار الأنجليكانية التي تأسست عام 1892.
وجدت دراسة نشر من قبل مركز بيو للأبحاث عام 2010 أنَّ حوالي 61.4% من سكان تانزانيا من أتباع الديانة المسيحية، وحوالي 35.2% من أتباع الديانة الإسلامية، وحوالي 1.8% من أتباع الديانات الأفريقية التقليديَّة، في حين أنَّ حوالي 1.4% من السكان من غير المنتسبين لأي ديانة ويشكل الهندوس حوالي 0.1%. وبحسب دراسة لجامعة سانت ماري والتي تعود إلى عام 2015 وجدت أن حوالي 180,000 مواطن مُسلم تنزاني تحول إلى المسيحية.

### الطوائف

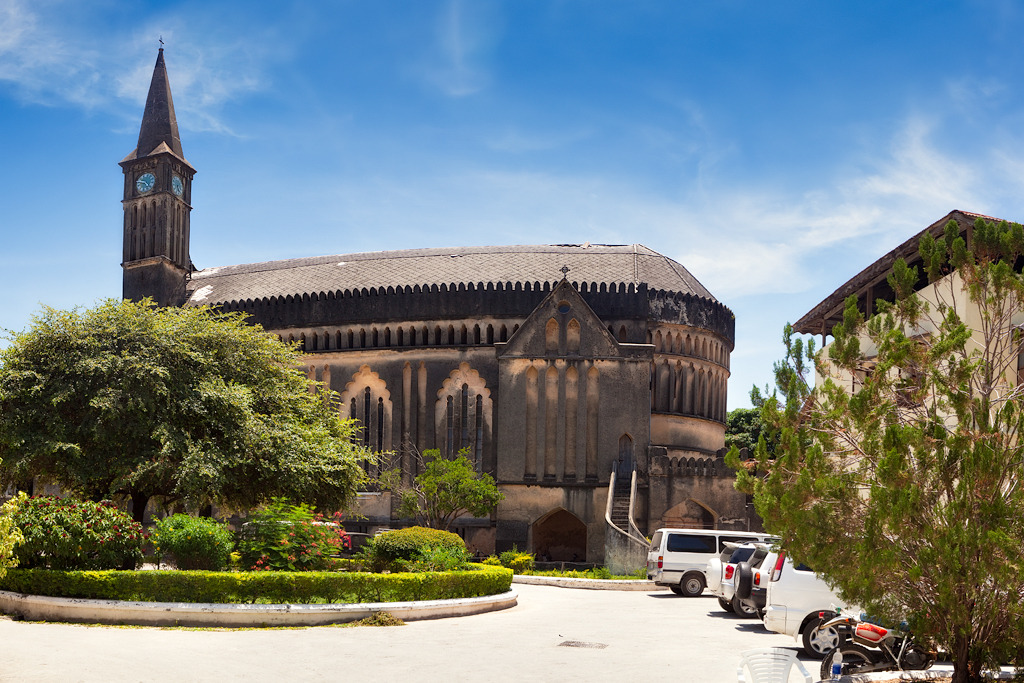
كنيسة المسيح الأنجليكانية في مدينة زنجبار الحجرية.

يتألف السكان المسيحيين في تنزانيا من الكاثوليك واللوثريين والإنجيليين والسبتيين وأعضاء كنيسة يسوع المسيح لقديسي الأيام الأخيرة (المورمون)، وشهود يهوه. وبحسب دراسة نشرت من قبل مركز بيو للأبحاث بين عام 2008 وعام 2009 عرَّف 51% من المسيحيين التنزانيين أنفسهم بأنهم رومان كاثوليك، وعرَّف حوالي 44% أنفسهم بأنهم بروتستانت، وتوزع البروتستانت على الكنيسة اللوثرية (13% من مجمل المسيحيين التنزانيين)، والخمسينية (10%)، والكنيسة الأنجليكانية (10%)، وأتباع الكنائس الأفريقية (5%).:صفحة 22 وتقول مصادر الكنيسة الأرثوذكسية الشرقية أن أتباعها يقدرون بحوالي 60,000 شخص. ويتوزع كاثوليك البلاد على 34 أبرشية وستة أسقفيات. وفي عام 1938 أسست سبع كنائس لوثرية اتحادًا عُرف باسم اتحاد الكنائس اللوثرية في تنجانيقا. وفي 19 يونيو من عام 1963، اندمجت الكنائس لتصبح كنيسة واحدة تُعرف بالكنيسة الإنجيلية اللوثرية في تنزانيا، ولتصبح أكبر كنيسة لوثرية في العالم.
تأسست الكنيسة الأنجليكانية في تانزانيا كجزء من أبرشية إفريقيا الإستوائية الشرقية والتي ضمت أبرشيات كل من أوغندا وكينيا وتنزانيا، وذلك في عام 1884، وكان جيمس هانينجتون أول أسقف. ومع ذلك، كان النشاط التبشيري الأنجليكاني حاضراً في المنطقة منذ بعثة الجامعات إلى وسط أفريقيا وبدأت الجمعية التبشيرية الكنسية عملها في عام 1864 وعام 1878 في مبواوابوا. وفي عام 1898 انقسمت الأبرشية إلى قسمين، وهي أبرشية مومباسا الجديدة والتي ضمت كينيا وتنزانيا الشمالية والوسطى وأصبحت الأبرشية الأخرى فيما بعد كنيسة أوغندا؛ وتم فصل تنزانيا الشمالية والوسطى عن الأبرشية في عام 1927 عندما تم إنشاء أبرشية وسط تنجانيقا والتي غطت ثلثي أبرشيات تنزانيا مع نظرتها في دودوما. وفي عام 1960 تشكل إقليم شرق أفريقيا الكنسي، والذي ضم كل كينيا وتنزانيا، وتم تنصيب ليونارد بيتشر كأول رئيس أساقفة لها. وتم تقسيم إقليم شرق أفريقيا إلى قسمين في كل من كينيا وتنزانيا، وفي عام 1970 وتم تشكيل إقليم تنزانيا الكنسي وتم تنصب جون سيبكو كأول رئيس أساقفة للكنيسة الأنجليكانية.

## معرض الصور

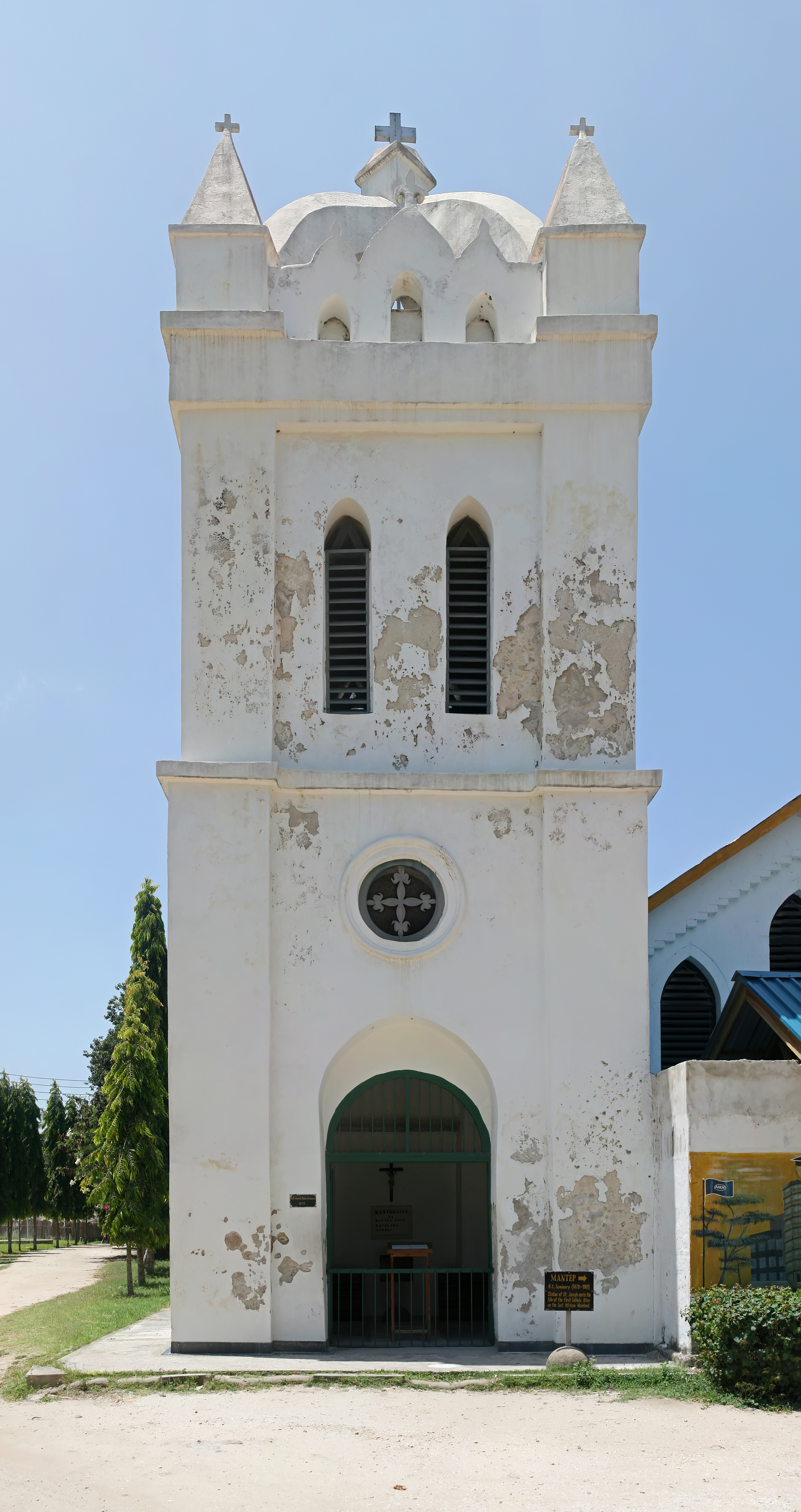
الكنيسة الكاثوليكية الأولى بشرق وسط أفريقيا في باجامويو
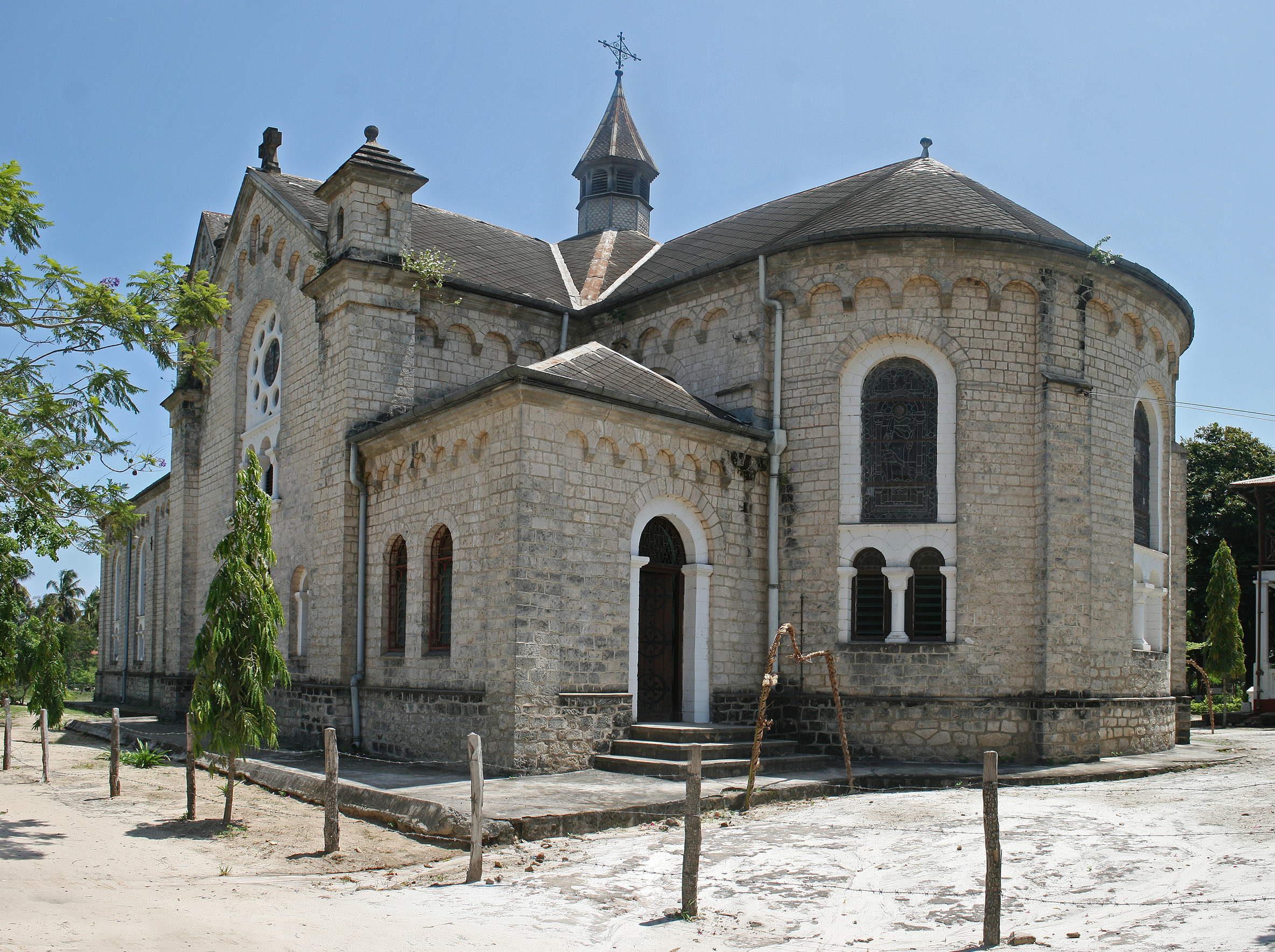
البعثة الكاثوليكية التبشرية في باجامويو
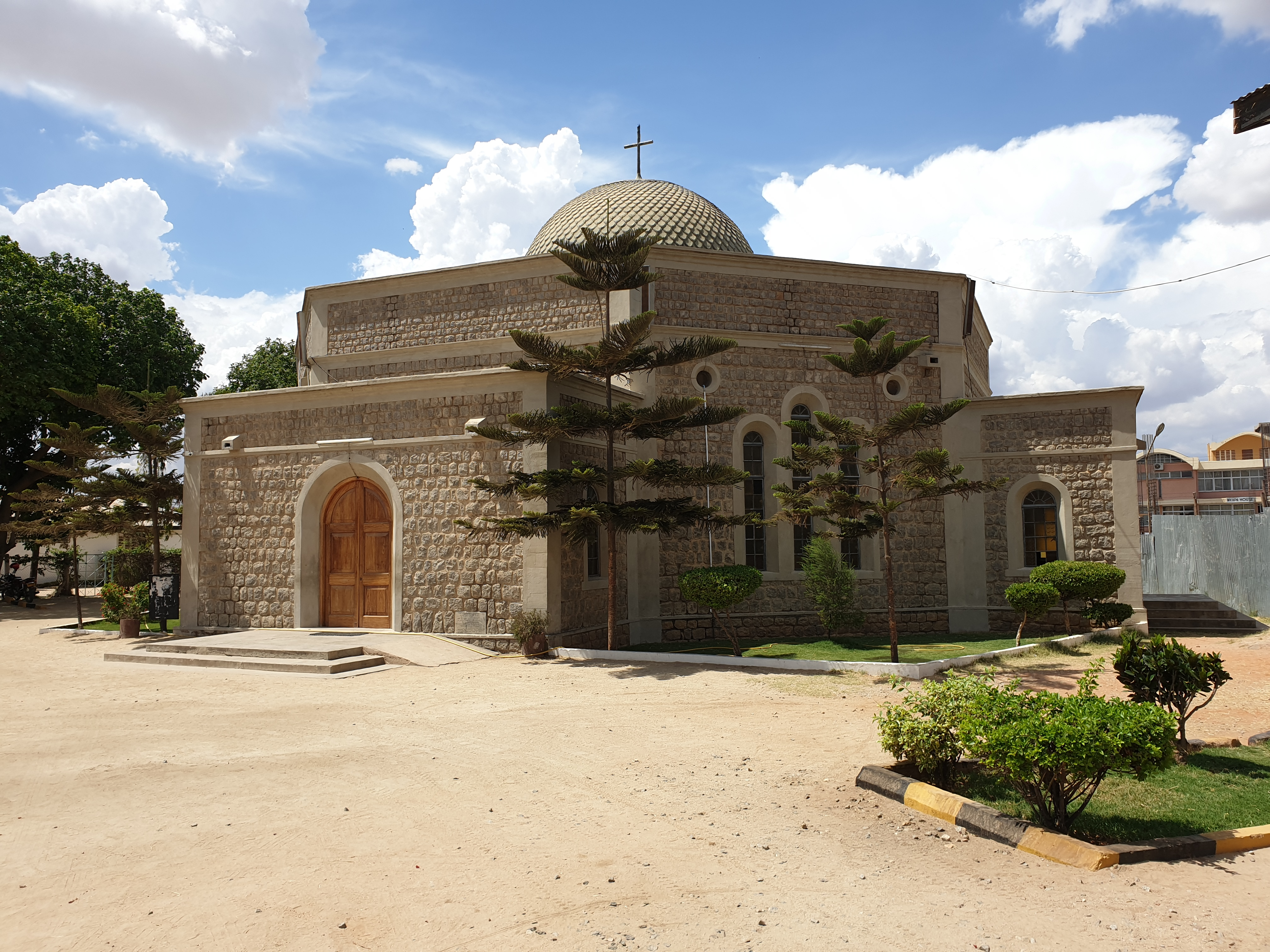
كنيسة الثالوث الأقدس الأنجليكانية في دودوما
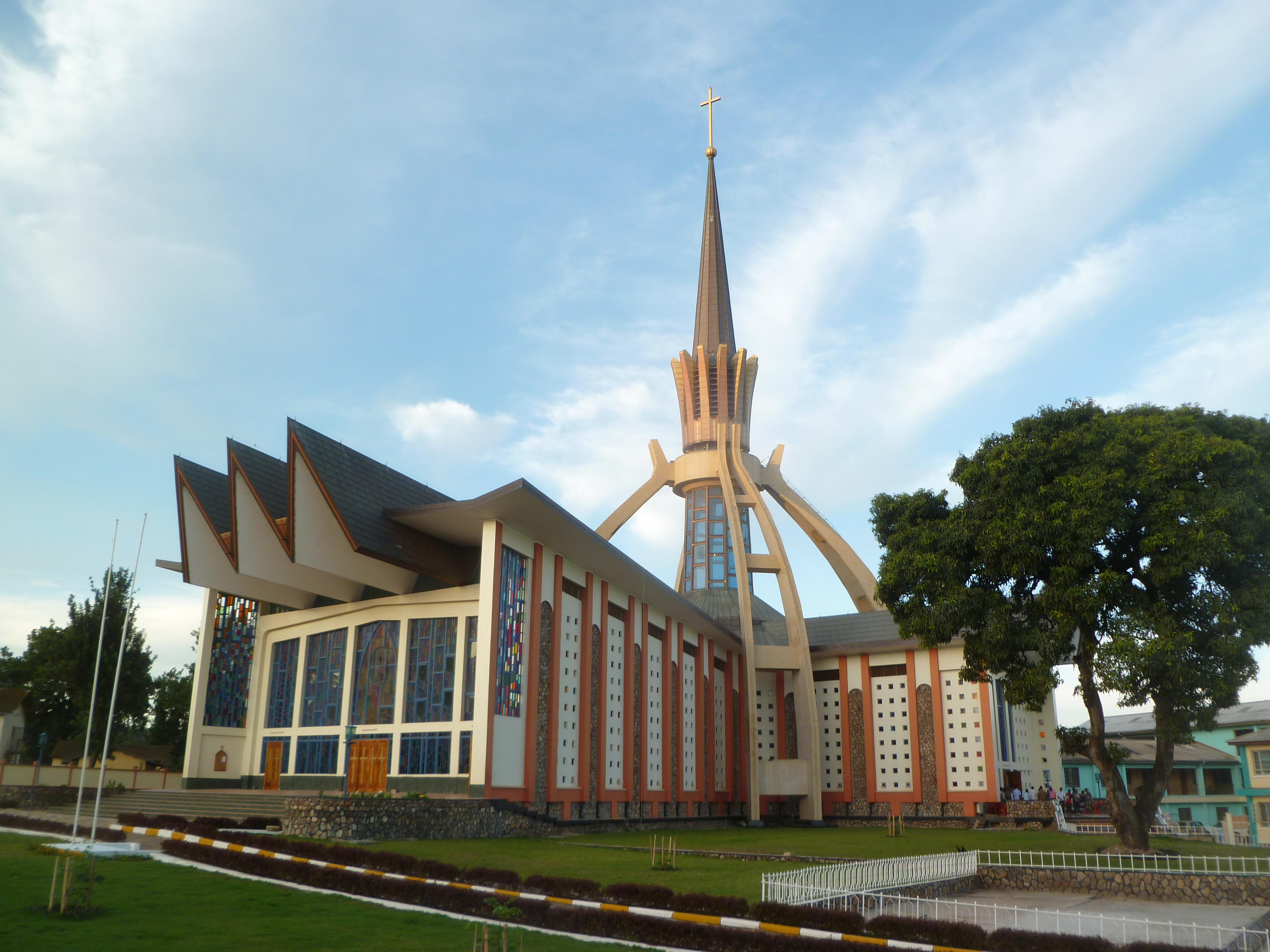
كنيسة ماتر ميسريكورديا في بوكوبا
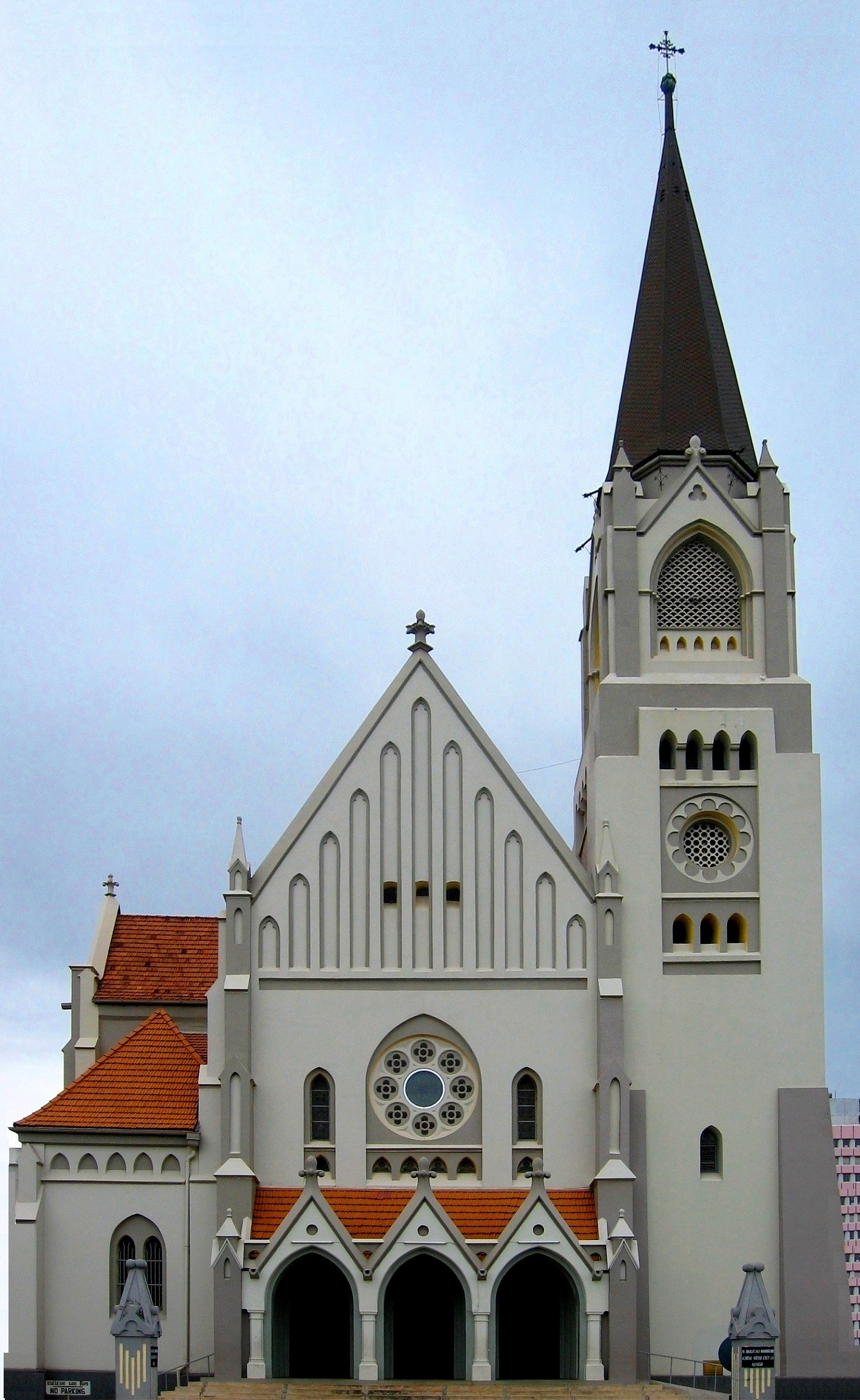
كنيسة القديس يوسف الكاثوليكية في مدينة دار السلام